# ソビエト連邦の自治共和国
自治ソビエト社会主義共和国（じちソビエトしゃかいしゅぎきょうわこく、ロシア語： автономная советская социалистическая республика、略称：АССР）は、ソビエト連邦（以下ソ連と略す）内で構成共和国の一部に位置し、少数民族を代表する小規模な自治共和国である。

## 概要
ソ連の自治共和国は立場的にはソビエト連邦構成共和国よりも低いものとされており、その一方で自治州や自治管区よりは強い権限を持っていた。例えば、ロシア・ソビエト連邦社会主義共和国（ロシアSFSR）においては、自治ソビエト社会主義共和国の政府議長はロシアSFSR政府の公式な一員であった。また、それぞれ主な構成国の自治共和国という立場にされていたが、連邦と個別の条約を結んでおり、実際には連邦の直轄地のような扱いで統治されていた。
1936年以降、全ての自治共和国は“自治ソビエト社会主義共和国”の名前がつくようになった。自治ソビエト社会主義共和国はロシア語ではАвтономная Советская Социалистическая Республика、英語ではAutonomous Soviet Socialist Republicであり、それぞれАССР、ASSRと略される。国旗は初期には独自の意匠の国旗を持つものもあったが、自治共和国が属している国の国旗に自治共和国の名を入れたものが国旗になっていることが非常に多い。国章も同様の傾向にある。
連邦構成共和国とは違い、自治共和国は連邦から脱退する権利を持っていなかった。一方で政治上、行政上、文化上の自治が認められ、時に変化した。初期の1920年頃のコリニザーツィヤ政策の時期には大きく自治権が与えられ、1930年代までに自治共和国の多くが設置されている。しかし大祖国戦争の期間中にはドイツの侵攻に伴い自治権の縮小が行われ、場合によっては対独協力の罪をきせられ自治共和国自体が廃止になる場合もあった。この時期に自治共和国が廃止になったあとは多くの場合中央アジアへ民族を移転させている。スターリン死後は再び自治権の強化や、自治共和国の再設置が行われ、ブレジネフ時代などの時期が自治権が最も重視された。
1991年のソ連解体に伴ってロシア連邦内の自治共和国は全て共和国に格上げされた。また、自治州についても、残っていた5つの自治州のうちゴルノ・アルタイ自治州とカラチャイ・チェルケス自治州はASSRを経て共和国になった。一方、ウクライナ内のクリミアやグルジアのアブハジア、アジャリアは紛争の種になった。アブハジアは現在事実上独立している。

## ロシア・ソビエト連邦社会主義共和国

ロシアSFSRの旗

1987年の時点では以下の16の自治共和国が存在していた。
| 国名                       | 国旗                           | 成立年        | 消滅年        | 首都               | その後 | 現在                              |
| -------------------------- | ------------------------------ | ------------- | ------------- | ------------------ | --- | --------------------------------- |
| バシュキールASSR           | バシュキールASSRの旗           | 1919年        | 1990年        | ウファ             | バシコルトスタン共和国に昇格 | バシコルトスタン共和国            |
| ブリヤートASSR             | ブリヤートASSRの旗             | 1958年        | 1990年        | ウラン・ウデ       | ブリヤート共和国に昇格 | ブリヤート共和国                  |
| チェチェン・イングーシASSR | チェチェン・イングーシASSRの旗 | 1936年 1957年 | 1944年 1990年 | グロズヌイ         | 1944年ドイツ侵攻に伴い廃止、1956年再度自治州設置の後、1957年に再昇格 1990年チェチェン共和国とイングーシ共和国に分裂し昇格       | チェチェン共和国 イングーシ共和国 |
| チュヴァシASSR             | チュヴァシASSRの旗             | 1925年        | 1990年        | チェボクサル       | チュヴァシ共和国に昇格 | チュヴァシ共和国                  |
| ダゲスタンASSR             | ダゲスタンASSRの旗             | 1921年        | 1991年        | マハチカラ         | ダゲスタン共和国に昇格 | ダゲスタン共和国                  |
| カバルダ・バルカルASSR     | カバルダ・バルカルASSRの旗     | 1936年 1957年 | 1944年 1991年 | ナリチク           | 1944年、ドイツ侵攻に伴い廃止、一時カバルダ自治州となる 1991年、カバルダ・バルカル共和国に昇格                                   | カバルダ・バルカル共和国          |
| カルムイクASSR             | カルムイクASSRの旗             | 1935年 1957年 | 1943年 1990年 | エリスタ           | 1943年、ドイツ侵攻に伴い廃止 1990年、カルムイク共和国に昇格                                                                     | カルムイク共和国                  |
| カレリアASSR               | カレリアASSRの旗               | 1923年 1956年 | 1940年 1991年 | ペトロザヴォーツク | 1940年、冬戦争後割譲領土と合わせカレロ＝フィン・ソビエト社会主義共和国に 1956年に自治共和国に降格、1991年、カレリア共和国に昇格 | カレリア共和国                    |
| コミASSR                   | コミASSRの旗                   | 1936年        | 1990年        | スィクティフカル   | コミ共和国に昇格 | コミ共和国                        |
| マリASSR                   | マリASSRの旗                   | 1936年        | 1990年        | ヨシュカル・オラ   | マリ・エル共和国に昇格 | マリ・エル共和国                  |
| モルドヴィアASSR           | モルドヴィアASSRの旗           | 1934年        | 1990年        | サランスク         | モルドヴィア共和国に昇格 | モルドヴィア共和国                |
| 北オセチアASSR             | 北オセチアASSRの旗             | 1936年        | 1990年        | ウラジカフカス     | 北オセチア共和国に昇格 | 北オセチア共和国                  |
| タタールASSR               | タタールASSRの旗               | 1920年        | 1990年        | カザン             | タタールスタン共和国に昇格 | タタールスタン共和国              |
| トゥヴァASSR               | トゥヴァASSRの旗               | 1961年        | 1990年        | クズル             | トゥヴァ共和国に昇格 | トゥヴァ共和国                    |
| ウドムルトASSR             | ウドムルトASSRの旗             | 1934年        | 1991年        | イジェフスク       | ウドムルト共和国に昇格 | ウドムルト共和国                  |
| ヤクートASSR               | ヤクートASSRの旗               | 1922年        | 1990年        | ヤクーツク         | サハ共和国に昇格 | サハ共和国                        |

それ以前には以下のような自治共和国が存在した。
| 国名                   | 国旗                       | 成立年 | 消滅年 | 首都           | その後                                                                                                   | 現在                                                                        |
| ---------------------- | -------------------------- | ------ | ------ | -------------- | --- | --------------------------------------------------------------------------- |
| トルキスタンASSR       | トルキスタンASSRの旗       | 1918年 | 1924年 | タシュケント   | トルクメンSSR、ウズベクSSR、タジクASSR、カラカルパク自治州、カラ・キルギス自治州に分離                   | カザフスタン キルギス タジキスタン トルクメニスタン ウズベキスタン          |
| ヴォルガ・ドイツ人ASSR | ヴォルガ・ドイツ人ASSRの旗 | 1918年 | 1941年 | エンゲリス     | 1941年、独ソ戦開始に伴い廃止、サラトフ州、スターリングラード州に分割                                     | サラトフ州 ヴォルゴグラード州                                               |
| 山岳ASSR               | 山岳ASSRの旗               | 1920年 | 1924年 | ウラジカフカス | 1921年よりチェチェン、カバルダ・バルカル、カラチャイ・チェルケス、イングーシ、北オセチアの各自治州に分離 | チェチェン共和国 カバルダ・バルカル共和国 イングーシ共和国 北オセチア共和国 |
| クリミアASSR           | クリミアASSRの旗           | 1921年 | 1945年 | シンフェロポリ | クリミア州に降格                                                                                         | クリミア共和国                                                              |
| タジクASSR             | タジクASSRの旗             | 1922年 | 1936年 | ドゥシャンベ   | タジク・ソビエト社会主義共和国に昇格                                                                     | タジキスタン                                                                |
| カザフASSR             | キルギスASSRの旗           | 1925年 | 1936年 | アルマトイ     | カザフ・ソビエト社会主義共和国に昇格                                                                     | カザフスタン                                                                |
| キルギスASSR           | キルギスASSRの旗           | 1926年 | 1936年 | フルンゼ       | キルギス・ソビエト社会主義共和国に昇格                                                                   | カザフスタン キルギス                                                       |

またゴルノ・アルタイ自治州、アディゲ自治州、ハカス自治州、カラチャイ・チェルケス自治州は1991年にASSRに昇格し、それぞれ現在のアルタイ共和国、アディゲ共和国、ハカス共和国、カラチャイ・チェルケス共和国に昇格している。

## ウクライナ・ソビエト社会主義共和国

ウクライナSSRの旗

| 国名         | 国旗             | 成立年 | 消滅年 | 首都           | その後                                                      | 現在                                                                          |
| ------------ | ---------------- | ------ | ------ | -------------- | ----------------------------------------------------------- | ----------------------------------------------------------------------------- |
| モルドバASSR | モルドバASSRの旗 | 1922年 | 1936年 | ティラスポリ   | ルーマニアから割譲されたベッサラビアと合わせ、モルドバSSRに | モルドバ 沿ドニエストル共和国                                                 |
| クリミアASSR | クリミアASSRの旗 | 1991年 | 1992年 | シンフェロポリ | 1991年、再昇格後クリミア自治共和国に                        | クリミア自治共和国（ウクライナが主張） クリミア共和国（ロシアによる実効支配） |

## アゼルバイジャン・ソビエト社会主義共和国

アゼルバイジャンSSRの旗

| 国名               | 国旗                 | 成立年 | 消滅年 | 首都           | その後                                         | 現在                     |
| ------------------ | -------------------- | ------ | ------ | -------------- | ---------------------------------------------- | ------------------------ |
| ナヒチェヴァンASSR | ナヒチェバンASSRの旗 | 1924年 | 1990年 | ナヒチェヴァン | アゼルバイジャン領、ナヒチェヴァン自治共和国へ | ナヒチェヴァン自治共和国 |

## グルジア・ソビエト社会主義共和国

グルジアSSRの旗

| 国名           | 国旗               | 成立年 | 消滅年 | 首都     | その後                             | 現在                 |
| -------------- | ------------------ | ------ | ------ | -------- | ---------------------------------- | -------------------- |
| アブハズASSR   | アブハズASSRの旗   | 1931年 | 1992年 | スフミ   | アブハジアへ                       | アブハジア共和国     |
| アジャリアASSR | アジャリアASSRの旗 | 1921年 | 1990年 | バトゥミ | グルジア領、アジャリア自治共和国へ | アジャリア自治共和国 |

## ウズベク・ソビエト社会主義共和国

ウズベクSSRの旗

| 国名             | 国旗                 | 成立年 | 消滅年 | 首都   | その後                                           | 現在                     |
| ---------------- | -------------------- | ------ | ------ | ------ | ------------------------------------------------ | ------------------------ |
| カラカルパクASSR | カラカルパクASSRの旗 | 1932年 | 1992年 | ヌクス | ウズベキスタン領、カラカルパクスタン共和国に昇格 | カラカルパクスタン共和国 |